# Johan Leysen
Johan Leysen (Hasselt, 19 febbraio 1950 – Gent, 30 marzo 2023) è stato un attore belga.
Tra cinema e televisione, apparve in circa 160 differenti produzioni, a partire dalla seconda metà degli anni settanta.

## Biografia
Johan Leysen nacque a Hasselt, nel Limburgo belga, il 19 febbraio 1950.
Il 17 settembre 1959, a 9 anni, perse il padre, Bert Leysen, il primo direttore della radio-televisione belga, che morì in un incidente stradale.
Dopo essersi trasferito ad Amsterdam nel 1973, fece il proprio debutto cinematografico nel 1977, interpretando il ruolo di Peter Paul Rubens nel film biografico diretto da Roland Verhavert Rubens, schilder en diplomaat.
Nel 1986 fu protagonista, al fianco di Serena Grandi, del film erotico diretto da Andrea Barzini, Desiderando Giulia, dove interpretò il ruolo di Emilio Brentani.
Nel 2010 fu l'antagonista di George Clooney nel film The American.
Nel 2013 fu nel cast del film diretto da François Ozon Giovane e bella (Jeune et Jolie), dove ebbe il ruolo di Georges Ferrière, il principale cliente della giovane prostituta Isabelle (interpretata da Marine Vacth).
Leysen è morto il 30 marzo 2023, all'età di 73 anni, a causa di un arresto cardiaco.

## Filmografia parziale

### Cinema

Da destra: Leysen e Serena Grandi in Desiderando Giulia (1986)

- Rubens, schilder en diplomaat, regia di Roland Verhavert (1977)
- La ragazza dai capelli rossi (Het meisje met het rode haren), regia di Ben Verbong (1981)
- Je vous salue, Marie, regia di Jean-Luc Godard (1985)
- Desiderando Giulia, regia di Andrea Barzini (1986)
- L'opera al nero (L'Œuvre au noir), regia di André Delvaux (1988)
- Tradire (Trahir), regia di Radu Mihăileanu  (1993)
- Padre Daens (Daens), regia di Stijn Coninx (1993)
- Colpo di luna, regia di Alberto Simone (1995)
- True Blue - Sfida sul Tamigi (True Blue), regia di Ferdinand Farfaix (1996)
- Train de vie - Un treno per vivere (Train de vie), regia di Radu Mihăileanu (1998)
- Le roi danse, regia di Gérard Corbiau (2000)
- Lisa, regia di Pierre Grimblat (2001)
- Les Âmes fortes, regia di Raúl Ruiz (2001)
- Schussangst, regia di Dito Tsintsadze (2003)
- Élève Libre - Lezioni private, regia di Joachim Lafosse (2008)
- The American, regia di Anton Corbijn (2010)
- Giovane e bella (Jeune et jolie), regia di François Ozon (2013)
- Cadences obstinées, regia di Fanny Ardant (2013)
- Gluckauf, regia di Remy van Heugten (2015)
- Dio esiste e vive a Bruxelles (Le Tout Nouveau Testament), regia di Jaco Van Dormael (2015)
- Tueurs, regia di Jean-François Hensgens e François Troukens (2017)
- Resurrection, regia di Kristof Hoornaert (2017)
- Sola al mio matrimonio (Seule à mon mariage), regia di Marta Bergman (2018)
- Tutti i ricordi di Claire (La Dernière Folie de Claire Darling), regia di Julie Bertuccelli (2018)
- La vita nascosta - Hidden Life (A Hidden Life), regia di Terrence Malick (2019)

### Televisione
- The Missing - serie TV (2014)
- Noise (2023)

## Riconoscimenti
- Montreal World Film Festival
  - 1993 – Miglior attore per Tradire